# Diario Curioso, Historico, Erudito, y Comercial, Publico y Economico
El Diario Curioso, Historico, Erudito, y Comercial, Publico y Economico es un diari de Barcelona, considerat el més antic de la ciutat, l'autor del qual fou Pedro Ángel de Tarazona.
El primer número va ser publicat el 7 de gener de 1762, després d'obtenir un Privilegi Reial que l'autoritzava a finals de l'any 1761. El diari es basava en un homònim publicat a Madrid per Francisco Mariano Nifo, sota el pseudònim de D. Manuel Ruiz de Uribe, el qual va ser la primera publicació diària espanyola.
El seu contingut combinava una part divulgativa cultural amb una altra part informativa i econòmica on s'informava de les mercaderies que arribaven a la ciutat i altres anuncis d'interès general. Els ciutadans també podien publicar anuncis sobre necessitats, compra-venda i altres afers de la vida domèstica i social.
Inicialment, el diari el formaven 8 pàgines, el que venia a ser un plec de paper, tal com s'especifica en el «Plan del diario». El seu preu era de 2 diners, tot i que a partir del núm. 7 va passar a costar-ne 4. Les primeres publicacions es van produir a la Impremta de Cristòfor Escuder, administrada per Francisco Felip i Codina i a partir de l'11 de febrer es va imprimir a la Impremta d'Onofre Martí.
| «                                     | …este Diario ha de servir para todos, conviene tratar assumptos proporcionados à la comun inteligencia, y esto no le conseguiria, sinos inculcasemos en tratar questiones sutiles; puntos methaphisicos, y enmarañados, que los Sabios de profesión controvierten, y disputan, alta, y delicadamente en sus Universidades, y Aulas. Mi fin es instruir a los que menos saben, para que no ignoren tanto, y darles en estilo llano, perceptible, y acomodado a la capacidad de todos, unas preciosas porciones de caudal oculto en las minas de las ciencias, sin que hallen fastidio, y desabrimiento quando lean assumptos agenos de su inclinacion, y distantes de su genio; y a este fin he resuelto reducir el Articulo primero, Curioso, Historico, y Erudito a estos quatro puntos. Barcelona, 12 de diciembre de 1761 | » |
| — Fragment de l'editorial fundacional | |   |

## Història
Els inicis de la publicació es troben detalladament explicats al «Plan del diario». Constava d'una primera part, presentada en 4 apartats:
1. Text del sagrat evangeli.
2. Divertiment satíric basat principalment en obres catalanes.
3. Descripció d'un cas memorable de successos del món.
4. Text sobre ciències (astrologia, matemàtiques, física, geografia, etc.)

La segona part, amb una vessant més informativa de l'àmbit comercial i econòmic l'organitza en 11 apartats, entre els que es podien trobar:
- Vendes de cases i altres bens mobles, parament de la llar, tèxtils, llibres, aliments, licors i altres abastaments.
- Avisos de robatoris, pèrdues d'objectes i d'infants.
- Invents o andròmines enginyoses  o creacions artístiques.
- Arrendaments de terres.
- Anuncis per cercar o oferir-se per a servei de la llar o alletar infants.
- Prestadors de diners.
- Informació sobre els vaixells que havien arribat a port i amb quines mercaderies.
- Defuncions o altres aspectes d'interès social.

Segons descriu Tarazona al pla del diari, la segona part de la publicació, hauria de prevaldre sobre la primera, pel seu interès popular, i en cas d'haver molts anuncis comercials i d'economia, algun dels apartats de la primera part podria desaparèixer.
El diari, així com les esqueles per publicar anuncis i notícies, es trobaven a 4 punts de distribució repartits per la ciutat, en la seva majoria perruqueries, així com a la Llibreria dels hereus de Bartolomé Giralt  i a la mateixa impremta.

## Final
Es troben publicacions d'aquest diari fins al 30 d'abril de 1762, tot i que a partir del 19 de març del mateix any, el nom de la mateixa passa a ser Diario curioso, histórico y erudito i es suprimeix la part d'informació econòmica i anuncis, passant a ser de 4 pàgines.
A finals d'abril de 1762, Pedro Ángel Tarazona va deixar de fer les publicacions quotidianes per, deu anys més tard, aparèixer amb un nou diari que va durar només sis dies: Diario Evangélico, Histórico-Político. A continuació va publicar el Diario Curioso, Histórico, Erudito, Comercial, Civil y Económico, el qual tindrà una vida de 419 números.
La publicació es deixar de publicar definitivament el 30 de maig de 1773.